# ルイス・エルトン
ルイス・エルトン（Lewis Elton）、ないし、ルードウィッグ・リチャード・ベンジャミン・エルトン（Ludwig Richard Benjamin Elton、1923年3月25日 - 2018年）は、ドイツ生まれのイギリスの物理学者、高等教育を専門とする教育学研究者。

## 経歴
エルトンは、ヴァイマル共和政期のドイツ、テュービンゲンにルートヴィヒ・エーレンベルク (Ludwig Ehrenberg) として、学者夫妻であった父ヴィクトル・エーレンベルク (Victor Ehrenberg) と母エヴァ・ドロテア・ゾマー (Eva Dorothea Sommer) の間に生まれた。ユダヤ人であった一家は、ナチズムの迫害から逃れ、1929年にプラハへ、さらに1939年2月にはイギリスへ脱出した。
エーレンベルクは第二次世界大戦中に、まず名前をルイス・エルトン (Lewis Elton) と改め、次いでイギリス市民権を取得した。ウェールズのコルウィン・ベイ (Colwyn Bay) にあるライダル・スクール (Rydal School) を経て、ケンブリッジ大学クライスツ・カレッジ、ロンドンのリージェント・ストリート・ポリテクニック（Regent Street Polytechnic：ウェストミンスター大学の前身）、ロンドン大学ユニヴァーシティ・カレッジ・ロンドンに学んだ。1950年には、ユニバーシティ・カレッジからPhDを取得した。
エルトンは、1964年から1970年まで、バタシー工科大学（Battersea College of Technology) の物理学の教授であった。この工科大学がサリー大学 (University of Surrey) へと改組され、バタシー (Battersea) からギルドフォード (Guildford) へ移転した1970年からは、1988年までは、高等教育学の教授となった。1994年、エルトンはユニヴァーシティ・カレッジ・ロンドンの高等教育学教授となり、カレッジに高等教育研究研究開発ユニット（後の学習教育改善センター）を設置した。2003年には、ユニヴァーシティ・カレッジの名誉教授となった。2005年8月、エルトンは、マンチェスター大学の高等教育学客員教授となった。
エルトンは、 米国物理学協会のフェローであり、また、 Society for Research into Higher Education のフェローでもある。2005年には、タイムズ・ハイアー・エデュケーションから特別功労賞 (Lifetime Achievement award) を受けたが、これについてバロネス（女男爵）・ケネディ (Baroness Kennedy) は、「この方は、人の全ての才能を開花させたらどうなるか興味を持たれる向きにはご覧いただきたいような、博学者の気質をお持ちです」と述べた。
2018年10月ごろに亡くなった、95歳没。
エルトンの兄は、高名な歴史家ジョフリー・エルトンであり、コメディアンで作家のベン・エルトン (Ben Elton) は息子である。

## サリー大学のルイス・エルトン・ギャラリー
1963年、サリー大学バタシー・キャンパスで、エルトンは物理学科の一角でオリジナルの芸術作品を展示する企画を始めた。1997年にギルドホールの大学ギャラリーが移設された際、新しいギャラリーはエルトンの功績を記念してルイス・エルトン・ギャラリー (Lewis Elton Gallery) と名付けられた。このギャラリーでは、絵画、写真、彫刻などの常設展示が行われている。

## ルイス・アンド・メアリ・エルトン・アート・コレクション
エルトン夫妻は、ピカソ、シャガール、クレー、コクトーらの作品を含む絵画やオブジェのコレクションを、サリー大学に寄付した。この寄贈されたコレクションは、2012年1月にウォーキング (Woking) にあるザ・ライトボックス (The Lightbox) のギャラリーにおける展覧会で披露された。